# 304-я стрелковая дивизия (2-го формирования)
304-я стрелковая Житомирская Краснознамённая дивизия — воинское соединение РККА в Великой Отечественной войне. Период боевых действий: с 1 августа 1943 года по 11 мая 1945 года.

## История
Сформирована вторично на базе 43-й и 256-й сбр в составе 807-го, 809-го, 812-го сп, 566-го ап.
19.09.1943 г. дивизия в составе ударной группировки 9-й армии нанесла внезапный удар по станице Курчанская. Дивизия форсировала плавни реки Курка и, к концу дня овладев нас.п. Калабатка, Красный Октябрь, подошла к Курчанской с юга.
25.09.1943 г. части 304-й и 316-й сд после мощной авиационной и артподготовки атаковали неприятельские позиции на Темрюкских высотах и в ночь на 27 сентября ворвались на восточную окраину города Темрюк, а частью сил пересекли на лодках Курчанский лиман и атаковали очаги сопротивления с запада.
В городе разгорелись ожесточённые бои. Теснимый с двух сторон, противник с большими потерями отступил к Голубицкой, но там его встретил огонь десантников. Гитлеровцы в панике бросились к станице Старотитаровская. К утру 27 сентября Темрюк был освобождён от немцев. Продолжая наступление, дивизия в составе 11-го ск 9-й армии на подручных средствах форсировала реку Кубань и вышла к укреплённому рубежу противника восточнее Голубицкой.
С 8.09.1944 г. , дивизия в составе 38 А, участвуя в Карпатско-Дуклинской наступательной операции, получает задание в составе ударной группировки армии ударить из района Кросно, прорвать оборону противника на 8-ми километровом участке Непля-Оджиконь, уничтожить противостоящие части противника и, развивая наступление в направлении Поток, Дукля, Тымлява, Прешов, выйти на территорию Словакии, где должна соединиться со словацкими армейскими частями и партизанами.
Расформирована летом 1945 года.

## Состав
- 807-й стрелковый полк
- 809-й стрелковый полк
- 812-й стрелковый полк
- 566-й артиллерийский полк
- 378-й отдельный истребительно-противотанковый дивизион
- 318-я разведывательная рота
- 602-й сапёрный батальон
- 635-й отдельный батальон связи (1392-я отдельная рота связи)
- 398-й медико-санитарный батальон
- 399-я отдельная рота химзащиты
- 214-я автотранспортная рота
- 516-я полевая хлебопекарня
- 728-й (738-й) дивизионный ветеринарный лазарет
- 2154-я полевая почтовая станция
- 473-я полевая касса Госбанка

Перечень № 5 Стрелковых, горнострелковых, мотострелковых и моторизованных дивизий, входивших в состав действующей армии в годы Великой Отечественной войны 1941—1945 гг. / А. П. Покровский. — М.: Министерство обороны, 1956. — 218 с.

## Награды дивизии
- 1 января 1944 года — «Житомирская» — почётное наименование присвоено приказом Верховного Главнокомандующего от 1 января 1944 года в ознаменование одержанной победы и за отличие в боях за город Житомир
- 3 апреля 1944 года —  Орден Красного Знамени — награждена указом Президиума Верховного Совета СССР от 3 апреля 1944 года за образцовое выполнение заданий командования в боях при освобождении городов Проскурова, Каменец-Подольска, Черткова, Гусятина, Залещики и проявленные при этом доблесть и мужество.[2]

Награды частей дивизии:
- 807-й стрелковый Самборский[3] полк
- 809-й стрелковый Краснознамённый[4] ордена Кутузова[5] полк
- 812-й стрелковый Краснознамённый[4] ордена Кутузова[5] полк
- 566-й артиллерийский Краснознамённый[4] полк

## Подчинение
| Дата            | Фронт (округ)           | Армия                 | Корпус                  |
| --------------- | ----------------------- | --------------------- | ----------------------- |
| 01.09.1943 года | Северо-Кавказский фронт | 9-я армия             |                         |
| 01.10.1943 года | Северо-Кавказский фронт | 9-я армия             | 11-й стрелковый корпус  |
| 01.11.1943 года | Северо-Кавказский фронт | 18-я армия            | 11-й стрелковый корпус  |
| 01.12.1943 года | 1-й Украинский фронт    | 18-я армия            | 11-й стрелковый корпус  |
| 01.01.1944 года | 1-й Украинский фронт    | 1-я гвардейская армия | 107-й стрелковый корпус |
| 01.08.1944 года | 1-й Украинский фронт    | 38-я армия            | 52-й стрелковый корпус  |
| 01.11.1944 года | 1-й Украинский фронт    | 60-я армия            | 106-й стрелковый корпус |
| 01.03.1945 года | 1-й Украинский фронт    | 60-я армия            | 28-й стрелковый корпус  |
| 01.04.1945 года | 1-й Украинский фронт    | 60-я армия            | 106-й стрелковый корпус |
| 01.05.1945 года | 4-й Украинский фронт    | 60-я армия            | 106-й стрелковый корпус |

## Командиры
- Гринченко, Тимофей Устинович (01.08.1943 — 31.10.1943), полковник;
- Музыкин, Михаил Максимович (01.10.1943 — 31.03.1944), полковник;
- Богданов, Иван Михайлович (29.03.1944 — 02.06.1944), полковник;
- Гальцев, Александр Степанович (01.06.1944 — 01.02.1945), полковник;
- Заманов, Хаирбек Демирбекович (01.02.1945 — 31.05.1945), полковник[1].

## Отличившиеся воины

### Герои Советского Союза
| Награда | Ф. И. О.       | Должность                                      | Звание          | Дата награждения |
| ------- | -------------- | ---------------------------------------------- | --------------- | ---------------- |
|         | Заманов, Хасан | красноармеец Рабоче-крестьянской Красной Армии | гвардии рядовой | 03.11.1943       |

### Кавалеры ордена Славы 3-х степеней.[6]
- Иванов, Александр Иванович, старший сержант, командир расчёта 120-мм миномёта 812 стрелкового полка.
- Рябов, Виктор Васильевич, рядовой, разведчик взвода пешей разведки 809 стрелкового полка.
- Смирнов, Николай Фёдорович, старшина, командир сапёрного взвода 807 стрелкового полка.

Кавалеры ордена Славы III степени.
- Козачук Терентий Маркович, сержант, стрелок 1 стрелковой роты 807 стрелкового полка.